# Спортивная гимнастика на летних Олимпийских играх 2000 — опорный прыжок (женщины)
Соревнования по опорным прыжкам среди женщин в спортивной гимнастике на Летних Олимпийских играх 2000 года состоялись 17 и 24 сентября в спорткомплексе «Сидней СуперДом». Олимпийской чемпионкой стала представительница России Елена Замолодчикова, ещё одна россиянка Екатерина Лобазнюк стала бронзовым призёром. Серебряную медаль завоевала Андрея Рэдукан из Румынии.

## Результаты

### Квалификация
В квалификационном раунде 17 сентября участвовали 83 гимнастки, из которых восемь лучших пробились в финал 24 сентября. Каждая страна выдвигала не более двух гимнасток в финале.

### Финал
| Место | Гимнастка                  | Попытка 1 | Попытка 2 | Средний балл |
| ----- | -------------------------- | --------- | --------- | ------------ |
|       | Елена Замолодчикова Россия | 9.712     | 9.750     | 9.731        |
|       | Андрея Рэдукан Румыния     | 9.725     | 9.662     | 9.693        |
|       | Екатерина Лобазнюк Россия  | 9.662     | 9.687     | 9.674        |
| 4     | Эстер Мойя Испания         | 9.762     | 9.475     | 9.618        |
| 5     | Лаура Мартинес Испания     | 9.662     | 9.562     | 9.612        |
| 6     | Симона Амынар Румыния      | 9.625     | 9.450     | 9.537        |
| 7     | Дениссе Лопес Мексика      | 9.087     | 8.600     | 8.843        |

Дун Фансяо из Китая была дисквалифицирована и лишена 7-го места решением МОК от 28 апреля 2010: на момент Игр спортсменке не исполнилось 16 лет.